# Cantone di Novion-Porcien
Il Cantone di Novion-Porcien era una divisione amministrativa dell'arrondissement di Rethel.
A seguito della riforma approvata con decreto del 21 febbraio 2014, che ha avuto attuazione dopo le elezioni dipartimentali del 2015, è stato soppresso.

## Composizione
Comprendeva i comuni di:
- Auboncourt-Vauzelles
- Chesnois-Auboncourt
- Corny-Machéroménil
- Faissault
- Faux
- Grandchamp
- Hagnicourt
- Justine-Herbigny
- Lucquy
- Mesmont
- La Neuville-lès-Wasigny
- Neuvizy
- Novion-Porcien
- Puiseux
- Saulces-Monclin
- Sery
- Sorcy-Bauthémont
- Vaux-Montreuil
- Viel-Saint-Remy
- Villers-le-Tourneur
- Wagnon
- Wasigny
- Wignicourt